# Luneta (fortificación)

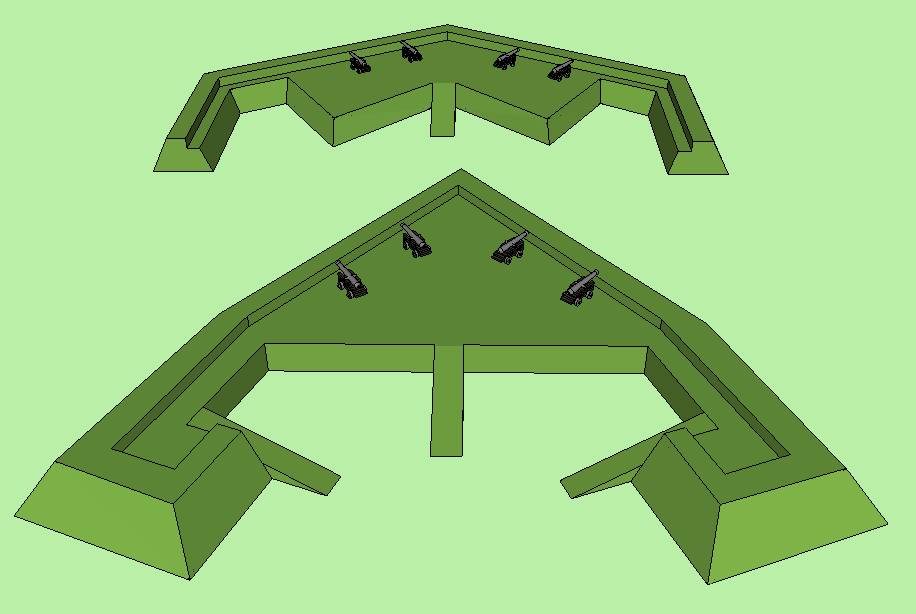
Dos ejemplos de lunetas, tipo redan

En arquitectura militar una luneta era originariamente una pequeña obra exterior con forma de media luna. Esa denominación se ha utilizado para distintos elementos:

## Tipos de lunetas.
Construcción en la prologación de la capital de la media luna, es decir en el vértice del ángulo que forman sus dos caras; normalmente se hacen de tierra sin recubrimiento; también se da ese nombre a unos elementos similares al descrito que se pone en las dos caras de la media luna; cuando la luneta cubre completamente cada una de la caras se le llaman tenazas.
Ese mismo nombre recibe un pequeño reducto que se construye en el foso delante de la cortina. Se compone de dos caras que forman un ángulo saliente. Se forma por terraplenes de tierra, situados en un foso, y algo más elevado que el nivel del agua, su ancho es de unos tres metros y medio (doce pies), y  su parapeto mide algo menos de seis metros (3 toesas) 
En algunos textos ingleses se da también ese nombre a una construcción de piedra, con la forma original de la luneta, pero a la que se le añaden unos lados cortos. Más tarde se convirtió en un redan con la adición de los lados cortos, algo similar a un bastión aislado sin muros u otros lados. Su interior era por lo general abierto.
Un famoso ejemplo histórico de luneta fue el utilizado en la batalla de El Álamo en San Antonio, Texas, en 1835.